# VIASA-Flug 742
Auf dem VIASA-Flug 742 vom 16. März 1969 stürzte eine von der AVENSA geleaste DC-9-32 kurz nach dem Start vom Flughafen Grano de Oro (⊙) in Maracaibo ab. Alle 84 Insassen sowie 71 Personen am Boden starben. Absturzursache waren fehlerhafte Temperatursensoren an der Startbahn, wodurch die Piloten das Flugzeug nicht richtig konfigurierten und eigentlich überladen starteten. Es ist bislang (August 2016) der schwerste Unfall einer DC-9 und galt bis zum Absturz einer McDonnell Douglas DC-9-82 auf West-Caribbean-Airways-Flug 708 im Jahr 2005 als der schwerste in Venezuela.

## Flugzeug
Das Flugzeug war eine neue DC-9-32 mit dem Luftfahrzeugkennzeichen YV-C-AVD, die mit zwei Pratt & Whitney JT8D-7 ausgestattet war und ihren Erstflug erst im Unglücksjahr absolviert hatte.

## Verlauf
Der Flug mit der Flugnummer 742 führte von Caracas nach Miami und verlief bis zur Zwischenlandung auf dem Flughafen Grano de Oro in Maracaibo normal.
Das Flugzeug hob von Maracaibo nach einem langen Startlauf viel näher am Pistenende als üblich ab und stieg maximal auf 150 Fuß (45 Meter). Das Flugzeug kollidierte dabei mit mehreren Masten und Stromleitungen und stürzte dann in den Stadtteil La Trinidad. Alle 84 Insassen sowie 71 Menschen am Boden starben.